# Loch Sloy
Loch Sloy är en sjö i Storbritannien.   Den ligger i kommunen Argyll and Bute och riksdelen Skottland, i den nordvästra delen av landet, 600 km nordväst om huvudstaden London. Loch Sloy ligger 276 meter över havet. Arean är 0,87 kvadratkilometer.I omgivningarna runt Loch Sloy växer i huvudsak blandskog. Den sträcker sig 2,4 kilometer i nord-sydlig riktning, och 1,6 kilometer i öst-västlig riktning.